# Juan Ramón Lucas
Juan Ramón Lucas Fernández (Madrid, 2 de noviembre de 1958) es un periodista español. Fue director y presentador del programa de radio La brújula en la emisora española Onda Cero entre 2018 y 2022.

## Biografía

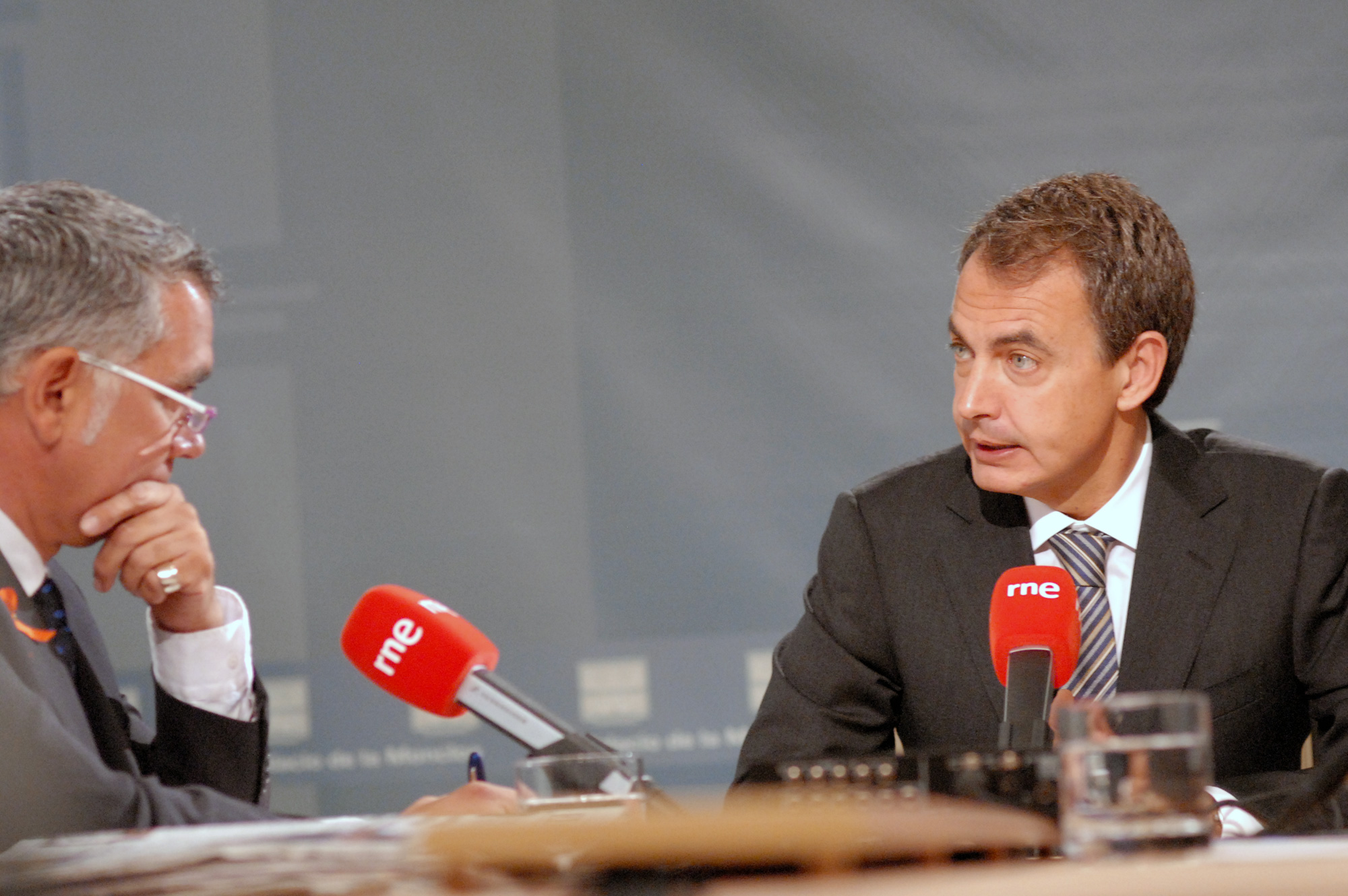
Lucas durante una entrevista a José Luis Rodríguez Zapatero

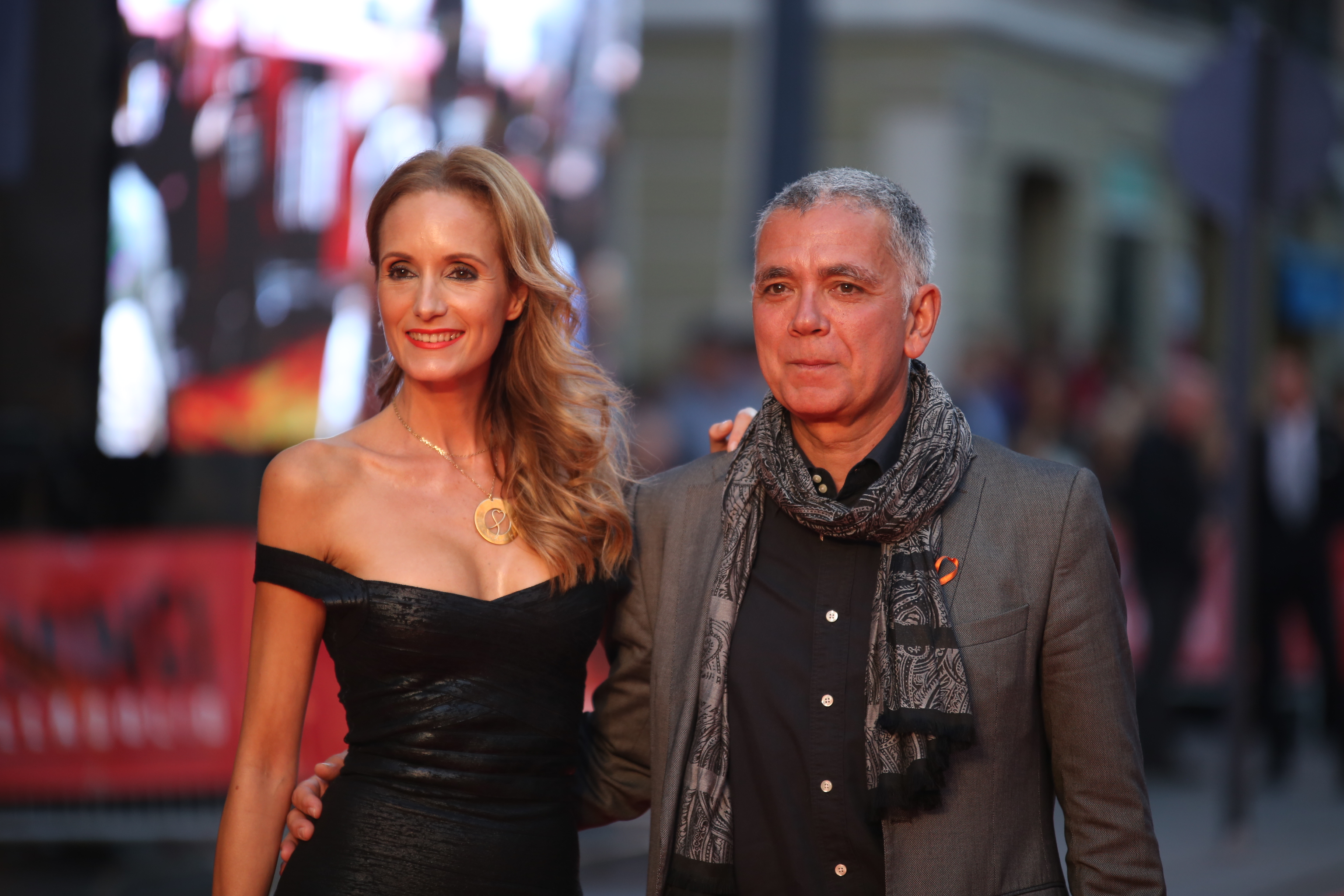
Sandra Ibarra y Juan Ramón Lucas en la Seminci 2016

Juan Ramón Lucas nació en Madrid. Hijo de padre de Colombres y madre mierense, ambos asturianos, se trasladaron con Juan Ramón a los 7 meses a Boquerizu, en Ribadedeva (Asturias), en donde pasó su infancia.

### Experiencia profesional
Se licenció en periodismo por la Universidad Complutense de Madrid.
Inició en 1979 su trayectoria profesional trabajando en Radio Juventud de Madrid, así como en el diario Informaciones.
Sus primeros contactos con la televisión se produjeron a partir de 1982, cuando se incorporó a Televisión Española, colaborando con el programa Informe semanal.
En 1987 empieza a trabajar en la sección de economía de la Cadena SER, en la que más adelante conduciría Matinal SER (1990) y Hora 14 (1992).
En 1993 pasa a Onda Cero y durante un tiempo se hace cargo de la dirección y presentación del informativo matinal Al día, donde permanece hasta febrero de 1997.
En febrero de 1997 es contratado por Telecinco para dirigir y presentar, con Montserrat Domínguez, el informativo Las noticias a las 14'30. La popularidad le llega a partir de 1997, cuando comenzó a presentar la edición de las 20'30 de los Informativos Telecinco, labor que desarrolló hasta 2001.
En septiembre de ese año es fichado por Antena 3 para hacerse cargo del magacín matinal De buena mañana, con el que la cadena pretendía mejorar su cuota de pantalla en esa franja horaria en detrimento de su más directa competidora, Telecinco, que lideraba gracias al programa de María Teresa Campos. Sin embargo, el espacio no recibe el respaldo de la audiencia, y Lucas es sustituido al frente del mismo por Isabel Gemio en abril de 2002.
No obstante continuó en la cadena y en 2002 presentó sendos reality show que tampoco alcanzaron grandes niveles de audiencia: En enero Confianza ciega, junto a Francine Gálvez y en mayo Estudio de actores, que pretendía remedar el éxito de Operación Triunfo.
Entre septiembre de 2002 y marzo de 2004 presentó Todo Madrid en Telemadrid. En la temporada 2003-2004 trabajó también para Canal 9 con La Naranja Metálica.
En 2004 volvió a Antena 3 para sustituir a Pedro Piqueras en el espacio informativo 7 Días, 7 Noches, programa que abandona cuando en septiembre de 2004 es fichado por Televisión española, tras la entrada del entonces nuevo equipo directivo de la cadena, liderado por Carmen Caffarel, para conducir el magacín de tarde Esto es vida, producida por El Mundo TV. 
Sus últimos proyectos de televisión fueron en la nueva cadena privada La Sexta: Brigada policial (marzo de 2006), un espacio que muestra casos reales resueltos por la policía y Elegidos (septiembre de 2006), programa de investigación que nunca llegó a tener la audiencia esperada.
Finalmente, en junio de 2007, se incorpora a Televisión Española con El ojo público del ciudadano, un espacio sobre información a los consumidores. Un año después, presenta el programa de entrevistas En noches como ésta.
Entre septiembre de 2007 y julio de 2012 condujo el magacín matinal En días como hoy de Radio Nacional de España, siendo relevado del puesto tras la entrada del nuevo equipo directivo de la cadena, encabezado por Leopoldo González-Echenique y Manuel Ventero. 
En 2013 regresa de nuevo a TVE con Código emprende. 
El 8 de abril de 2015 volvió a la radio para conducir el magacín matinal Más de uno de Onda Cero, junto a Carlos Alsina.
Desde septiembre de 2018 pasa a dirigir y presentar el programa de la tarde-noche La Brújula. Se mantuvo en ese programa durante 4 temporadas hasta ser sustituido desde septiembre de 2022 por el periodista Rafa Latorre.
| De   | A    | Programa                     | Tipo      | Canal                    |
| ---- | ---- | ---------------------------- | --------- | ------------------------ |
| 1979 | 1981 | Varios                       | Radio     | Radio Juventud de Madrid |
| 1979 | 1981 | Varios                       | Periódico | Diario Informaciones     |
| 1982 | 1987 | Informe semanal              | TV        | TVE                      |
| 1987 | 1990 | sección de economía          | Radio     | Cadena SER               |
| 1990 | 1992 | Matinal SER                  | Radio     | Cadena SER               |
| 1992 | 1993 | Hora 14                      | Radio     | Cadena SER               |
| 1993 | 1997 | Al día                       | Radio     | Onda Cero                |
| 1997 | 2001 | Informativos Telecinco       | TV        | Telecinco                |
| 2001 | 2002 | De buena mañana              | TV        | Antena 3                 |
| 2002 | 2002 | Confianza ciega              | TV        | Antena 3                 |
| 2002 | 2002 | Estudio de actores           | TV        | Antena 3                 |
| 2002 | 2004 | Todo Madrid                  | TV        | Telemadrid               |
| 2003 | 2004 | La Naranja Metálica          | TV        | Canal 9                  |
| 2004 | 2004 | 7 días, 7 noches             | TV        | Antena 3                 |
| 2004 | 2005 | Esto es vida                 | TV        | TVE                      |
| 2006 | 2006 | Brigada policial             | TV        | La Sexta                 |
| 2006 | 2006 | Elegidos                     | TV        | La Sexta                 |
| 2007 | 2012 | En días como hoy             | Radio     | RNE                      |
| 2007 | 2007 | El ojo público del ciudadano | TV        | TVE                      |
| 2008 | 2009 | En noches como ésta          | TV        | TVE                      |
| 2013 | 2013 | Código Emprende              | TV        | TVE                      |
| 2015 | 2018 | Más de uno                   | Radio     | Onda Cero                |
| 2018 | 2022 | La brújula                   | Radio     | Onda Cero                |
| 2021 | -    | Espejo público               | TV        | Antena 3                 |
| 2023 | -    | Cómo funciona Madrid         | TV        | Telemadrid               |
| 2023 | -    | Ahora o nunca                | TV        | TVE                      |

### Libros
Ha escrito los libros Hablemos sobre felicidad (2015) y Diario de vida (2017), y las novelas La maldición de la Casa Grande (2018) y Agua de luna (2021). y "Melina" (2023).

## Premios
En 2004 obtuvo el Premio de la Academia de TV como Mejor Comunicador de Programas de Entretenimiento por Todo Madrid.
En 2008 el ayuntamiento del concejo asturiano de Noreña lo nombró Caballero de la Orden del Sabadiego. Ese mismo año recibe, por parte de la Federación de Asociaciones de Radio y Televisión, el Micrófono de Oro por su trabajo en la radio.
En 2009 el Consejo Regulador de la Denominación de origen "Cereza del Jerte" le concedió el Premio Picota del Jerte por su trayectoria de periodista de excelencia y por su programa En días como hoy en RNE y En noches como estas de TVE.
En 2011 recibió el Premio Antena de Oro en la categoría de Radio. Ese mismo año obtuvo el Premio Ondas por su dilatada y merecedora trayectoria profesional.
En 2017 recibió el premio Los mejores de PR al Mejor radiofonista por su trayectoria en la radio y por su trabajo en el programa Más de uno de Onda Cero.
En 2023 recibió el título de Hijo Adoptivo de Asturias "en reconocimiento a sus méritos relevantes y sus servicios en beneficio de la Comunidad Autónoma mediante la difusión de sus vínculos con los valores de Asturias y la identidad asturiana y atendiendo al prestigio y consideración general en el concepto de público".

## Trabajos publicados
- De oficio, padre (2000). ISBN 9788427025479
- La noticia audiovisual a través de la historia de la televisión - con Carles Marín - (2003). ISBN 9788489972902
- Hablemos sobre felicidad (2015). ISBN 9788483569863
- Diario de vida (2017). ISBN 9788416928385
- La maldición de la casa grande (2018). ISBN 9788467056303
- Agua de luna (2021). ISBN 9788467062441
- Inmunofitness. La salud también se entrena (2023). ISBN 9788413442174